# Achyrolimonia recedens
Achyrolimonia recedens är en tvåvingeart som först beskrevs av Alexander 1920.  Achyrolimonia recedens ingår i släktet Achyrolimonia och familjen småharkrankar.
Artens utbredningsområde är Kamerun. Inga underarter finns listade i Catalogue of Life.